# بكري طراب
بكري طراب (20 يناير 1985 بحلب في سوريا - ) هو لاعب كرة قدم سوري في مركز الدفاع. شارك مع منتخب سوريا لكرة القدم. أما مع النوادي، فقد لعب مع نادي الاتحاد ونادي السليمانية ونادي الشرطة ونادي الطليعة ونادي الكرخ ونادي النجف.

## وصلات خارجية
- بكري طراب على موقع قاعدة بيانات كرة القدم.إي يو (الإنجليزية)
- بكري طراب على موقع ناشيونال فوتبول تيمز (الإنجليزية)